# Little Bay (Montserrat)
Little Bay is een geplande stad in opbouw op Montserrat, een overzees gebiedsdeel van het Verenigd Koninkrijk. De plaats wordt aangelegd als toekomstige hoofdstad van het territorium, nadat men Plymouth in 1995 moest opgeven na de uitbarsting van de Soufrière. Sindsdien geldt Brades, zo'n kilometer ten zuidzuidoosten van Little Bay, als de facto hoofdstad.
De bouw van Little Bay wordt gefinancierd door de overheid van Montserrat en het Britse Department for International Development. In 2012 werd een eerste plan voorgesteld. In 2013 begon men de site voor te bereiden. In mei 2019 was de bouw van een haven, onder andere voor cruiseschepen, aangevat. Een deel van de wegen en verschillende bouwwerken zijn voltooid.
Ten zuiden van Little Bay liggen Davy Hill en Brades. Landinwaarts in het oosten ligt Gerald's. Little Bay ligt op zo'n 5 minuten rijden van de John A. Osborne Airport.

## Geschiedenis
Little Bay was oorspronkelijk een plantage. Het plantagehuis, katoenpakhuis en slavenverblijven zijn eigendom door de Montserrat National Trust, de monumentenzorg van het eiland, en blijven bewaard als een park. De plantage was tussen 1710 en 1712 gesticht. Het plantagehuis werd in 1783 door brand verwoest en verlaten. Gedurende de 18e en 19e eeuw werd er wel katoen geteeld op het terrein, en een pakhuis gebouwd.
In 2005 werd Little Bay geschonken aan de Montserrat National Trust. Tussen 2005 en 2007 werd het terrein archeologisch onderzoek en opgeruimd. Ten noorden van de plantage wordt een nieuw nationaal museum gebouwd.

## Little Bay Beach
Little Bay Beach is een klein strandje bij Little Bay. Vanwege de vulkaan is het zand grijs tot zwart. Het water is redelijk kalm, en er is een kleine poel aangelegd door een stuk strand af te schermen. Er zijn bars, restaurants, en een duikschool aan het strand.

## Galerij

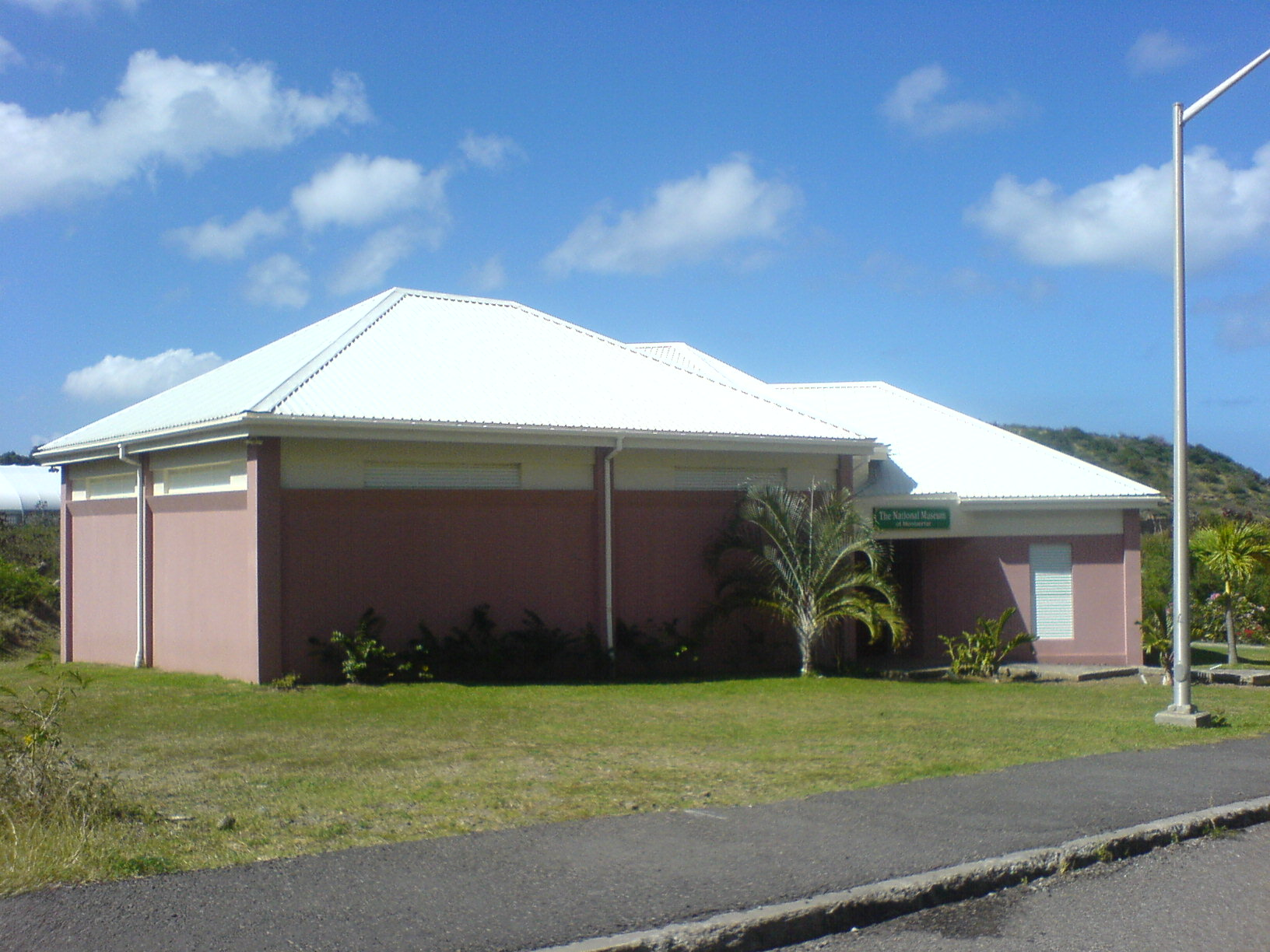
Nationaal museum
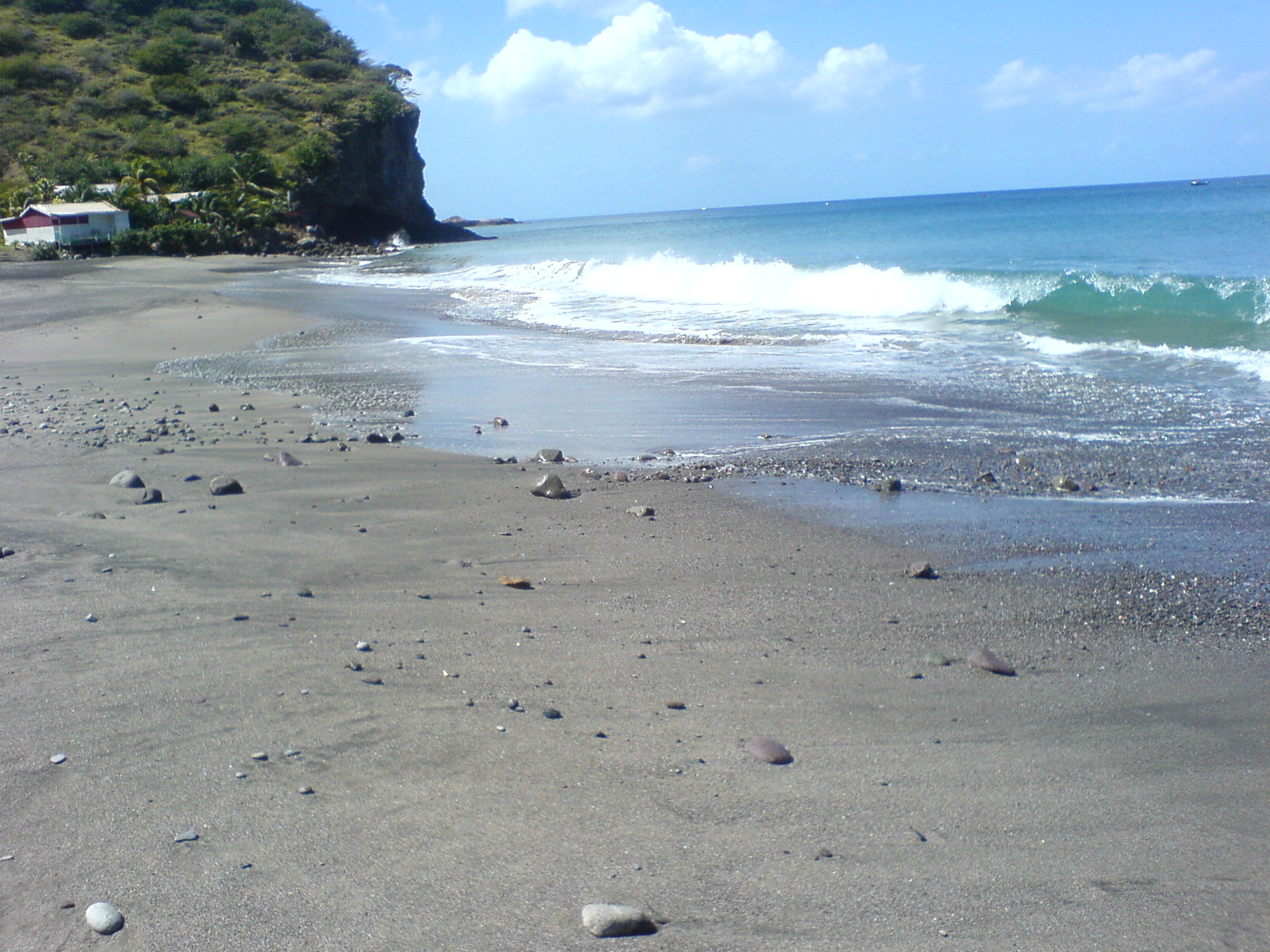
Strand van Little Bay
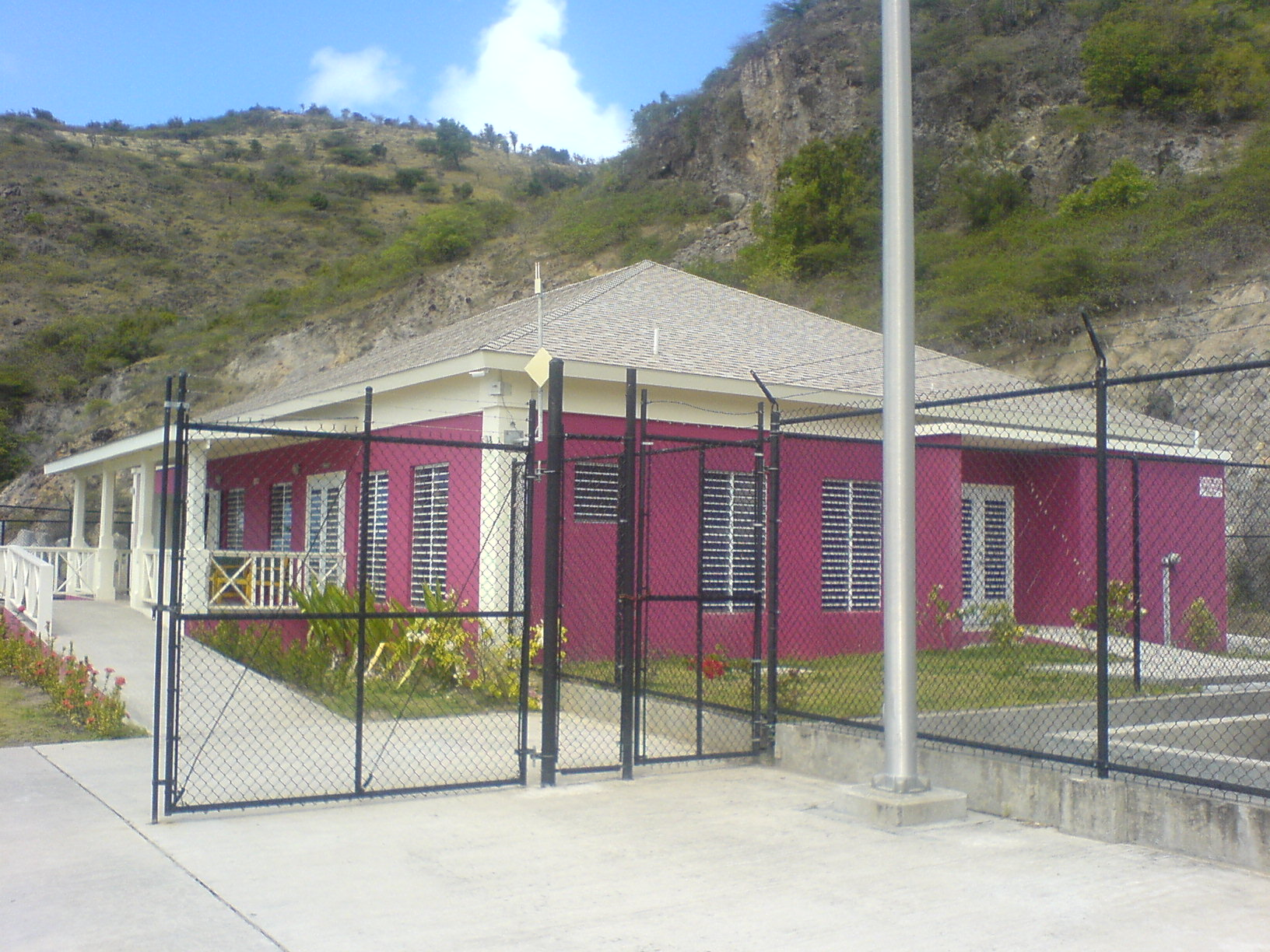
Veerbootterminal
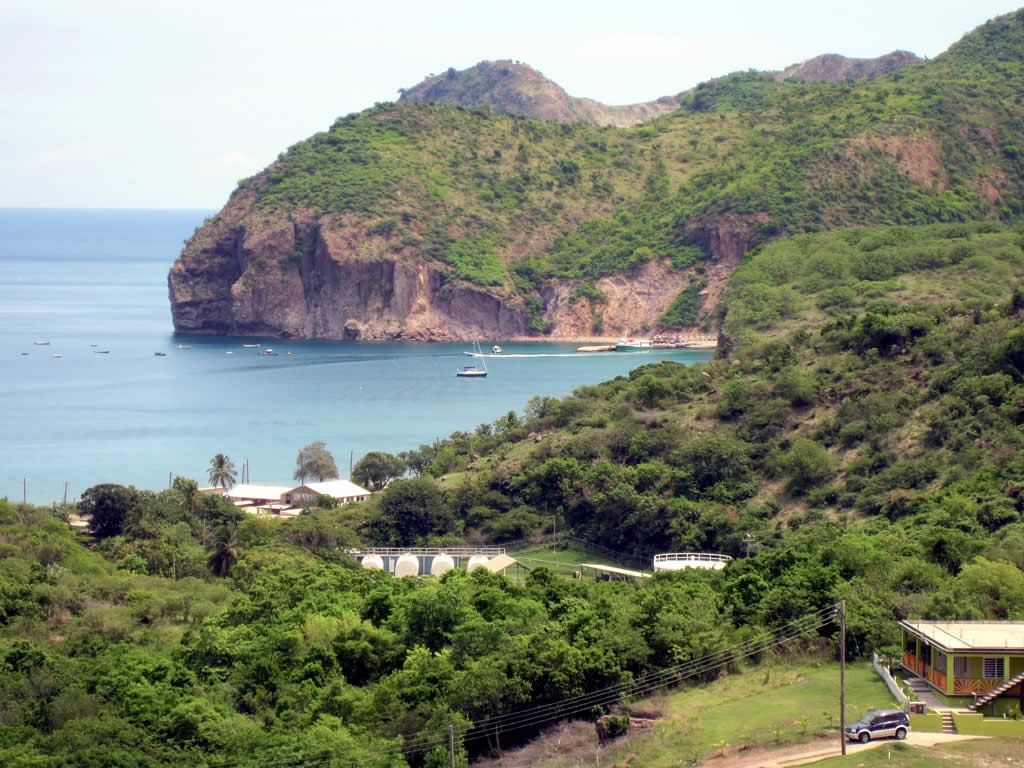
Zicht op de haven

Brades · Little Bay · Look Out · Olveston · Plymouth*

 *verlaten plaats